# Sân bay Palma de Mallorca
Sân bay Palma de Mallorca (IATA: PMI, ICAO: LEPA) (tiếng Catalan: Aeroport de Palma de Mallorca, tiếng Tây Ban Nha: Aeropuerto de Palma de Mallorca)là một sân bay Nằm 8 km (5,0 dặm) về phía đông của Palma, Majorca, liền kề đến làng Can Pastilla. Còn được gọi là sân bay Son Sant Joan, đây là sân bay lớn thứ ba ở Tây Ban Nha, sau sân bay Barajas Madrid của Madrid và sân bay Barcelona. Trong những tháng mùa hè là một trong những sân bay bận rộn nhất ở châu Âu, và đã phục vụ 21,1 triệu hành khách trong năm 2010. Sân bay này là cơ sở chính của hãng Air Europa.
Sân bay Palma de Mallorca có diện tích 6,3 km2 (2,4 sq mi). 
Do tăng trưởng nhanh chóng của số lượng hành khách thông qua, cơ sở hạ tầng đã được bổ sung hai nhà ga (1965) và B (1972). Nhà ga chính được thiết kế bởi kiến trúc sư địa phương Pere Nicolau Bonet và đã chính thức khai trương vào ngày 12 tháng tư 1997. Sân bay này hiện nay bao gồm bốn mô-đun: Mô-đun A, Phần B, Phần C andd Module D. Các sân bay có thể phục vụ 25 triệu hành khách mỗi năm, với một khả năng xử lý 12.000 hành khách mỗi giờ. Kế hoạch tương lai bao gồm sự gia tăng năng lực hành khách đến 32 triệu hành khách trong năm 2010 và 38 triệu hành khách vào năm 2015.

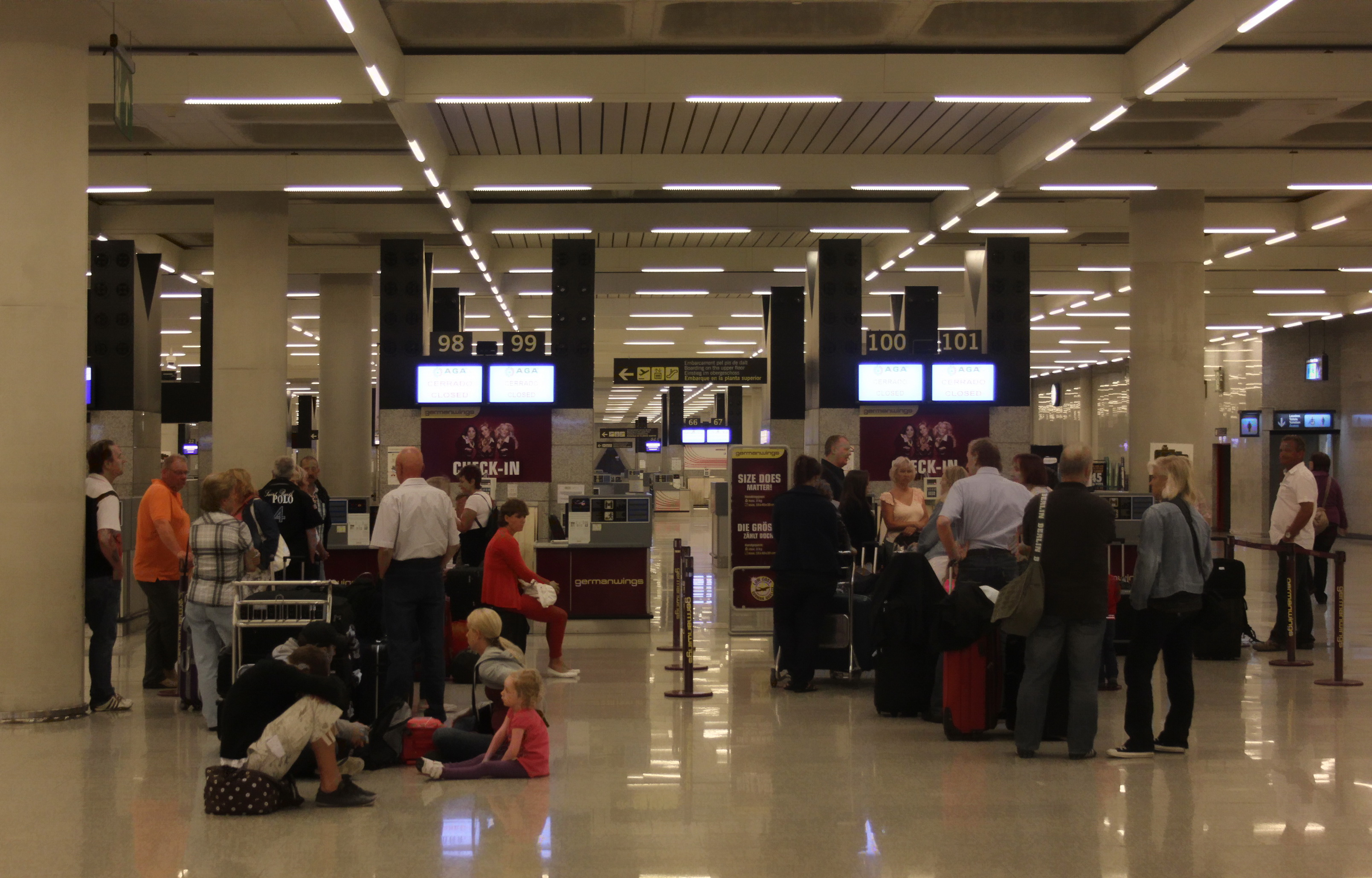
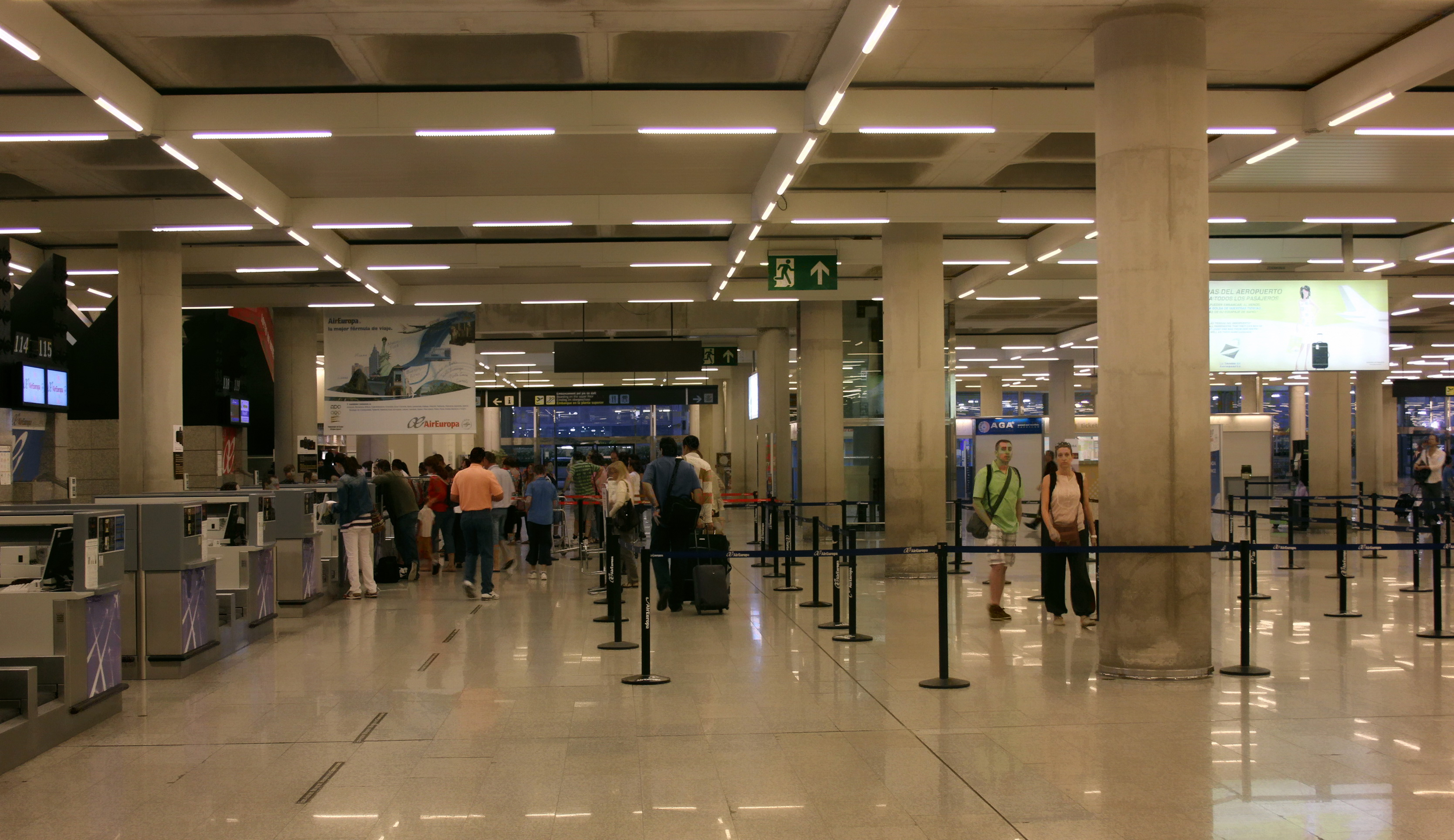
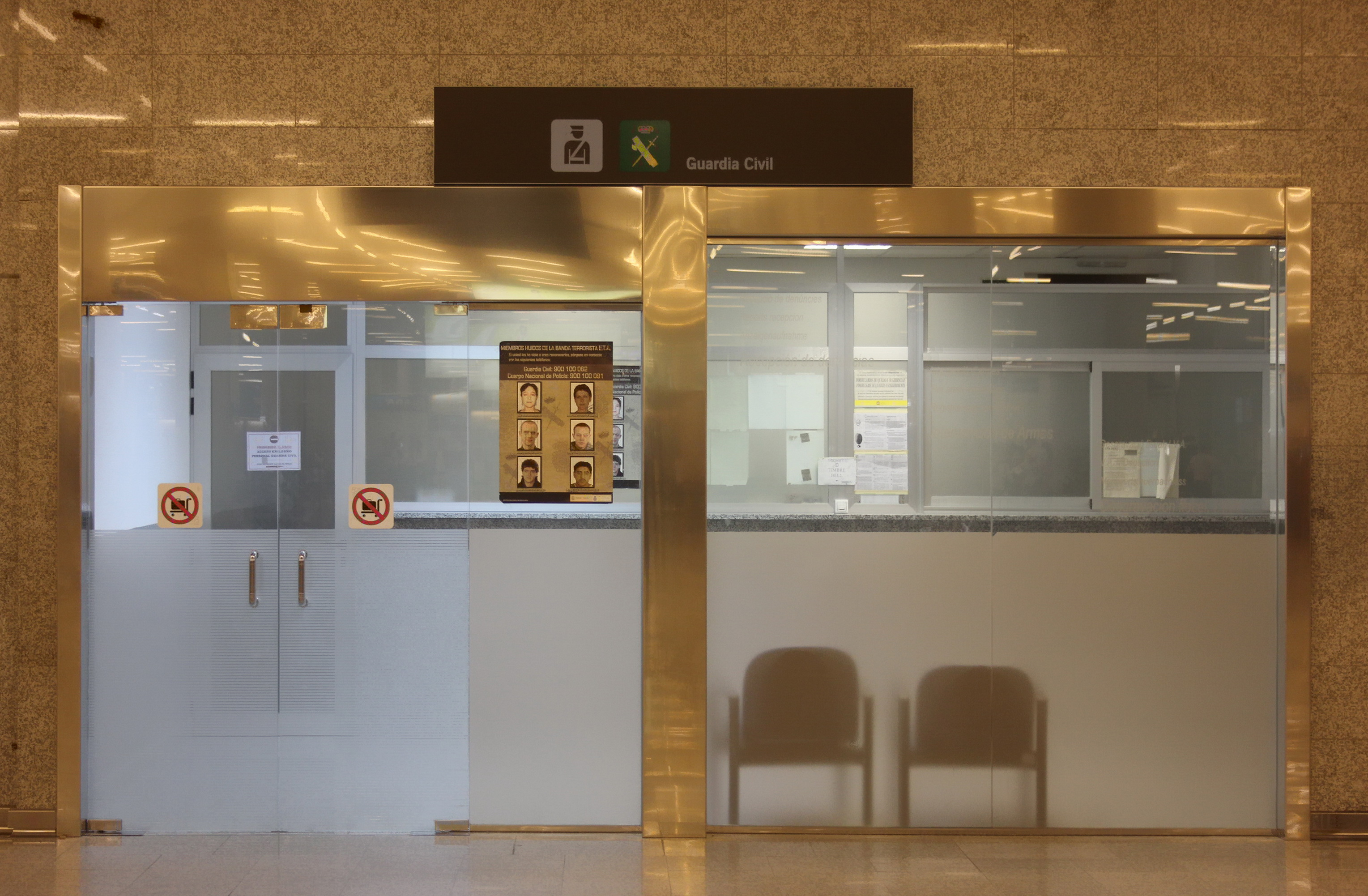
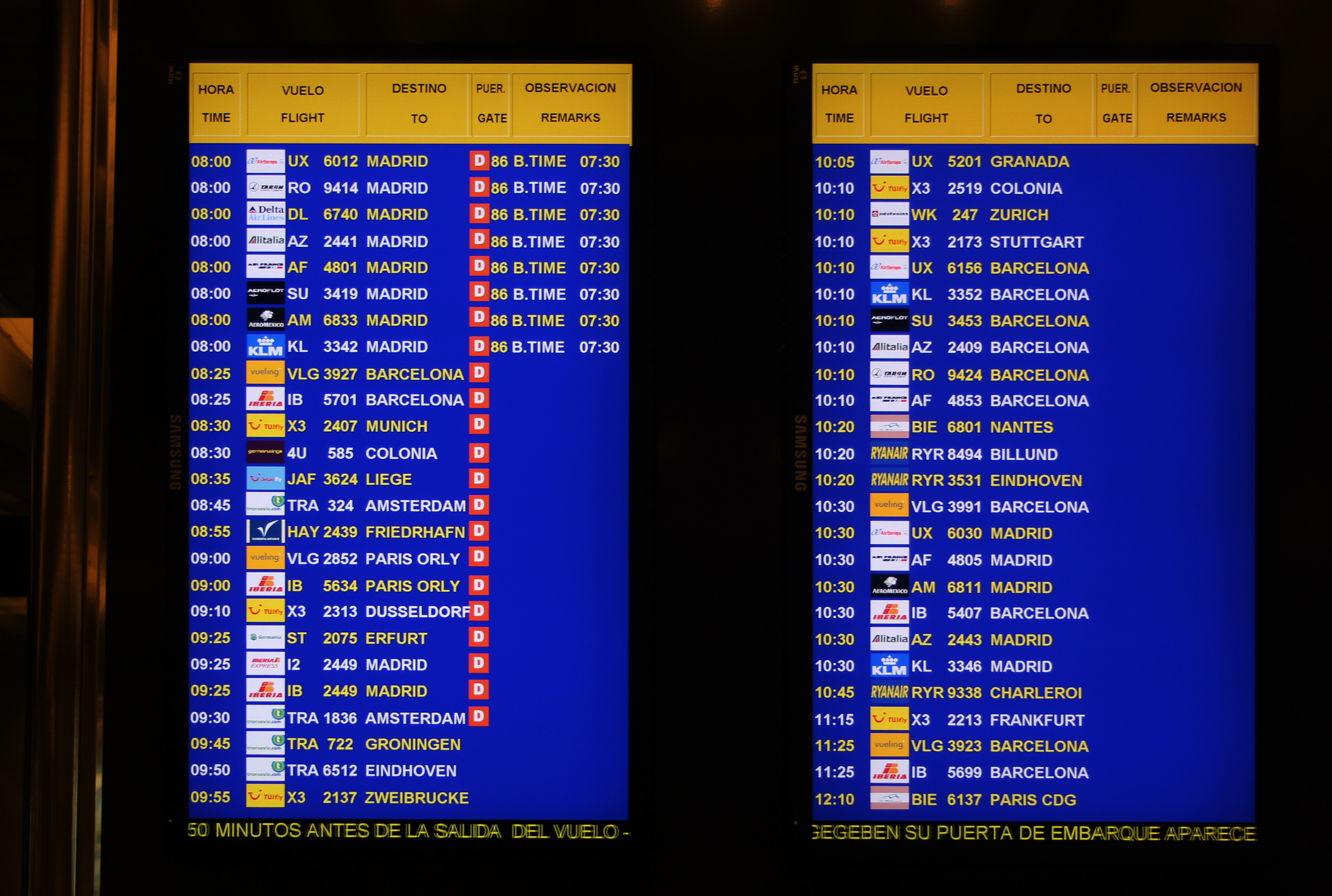
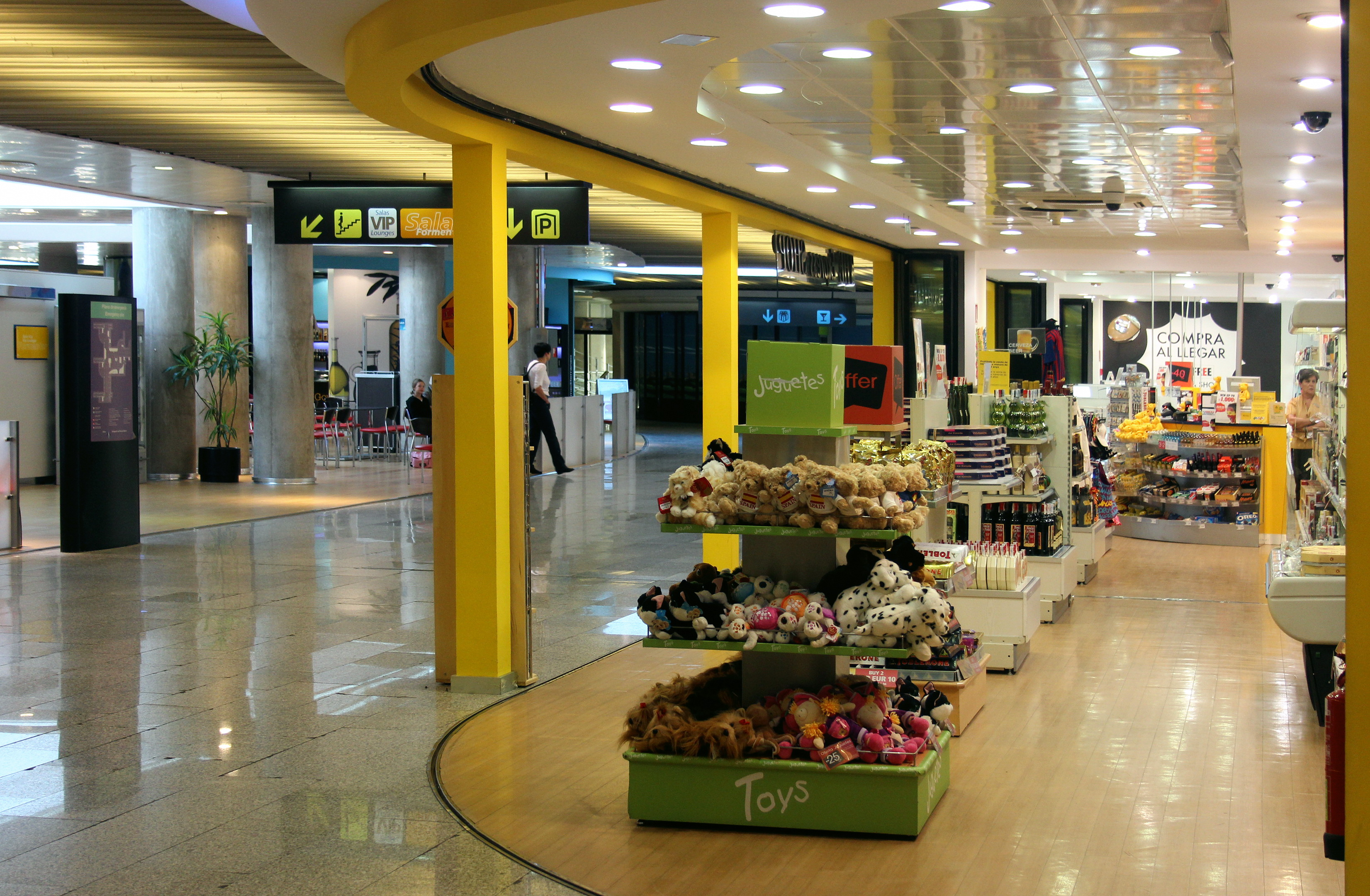
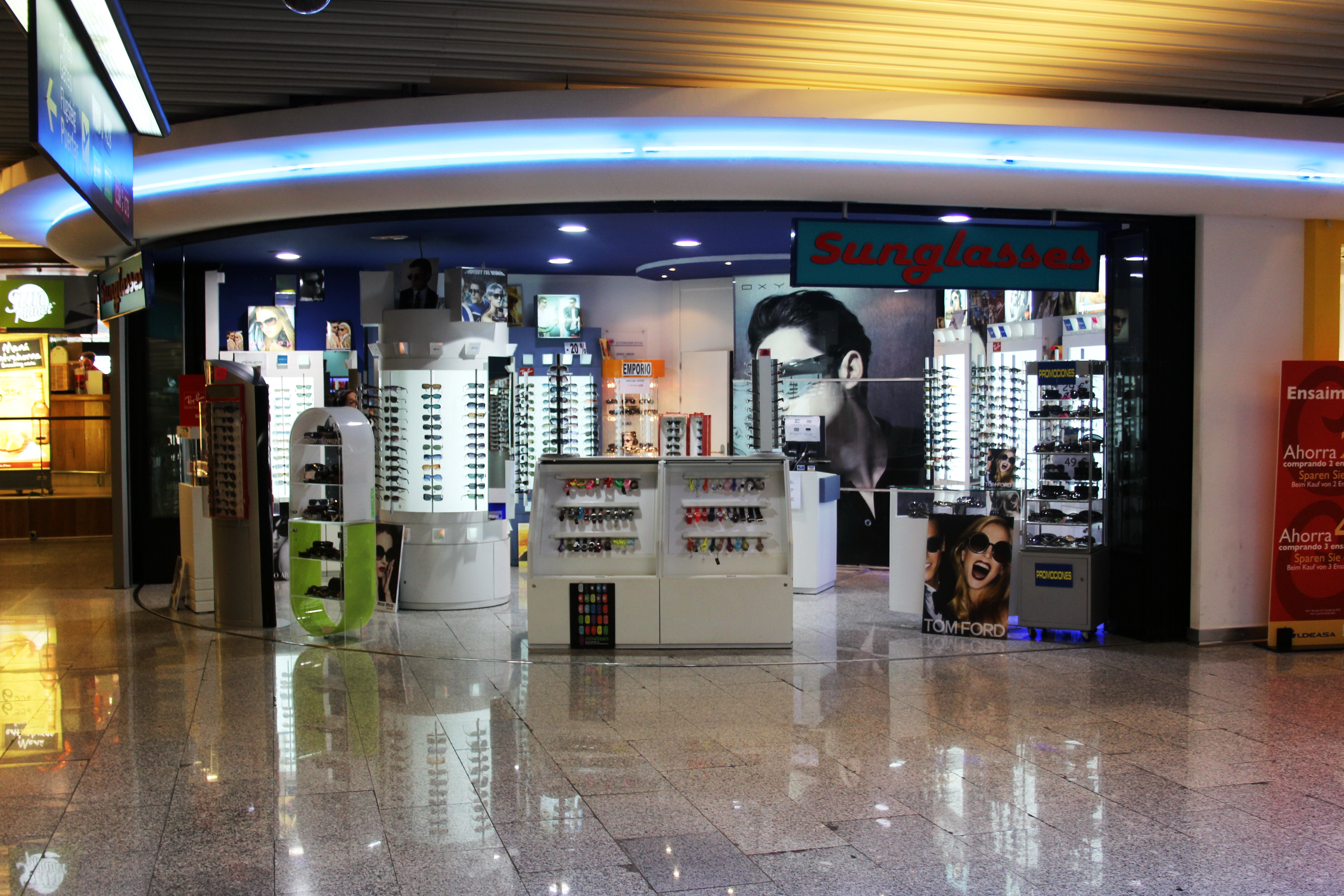
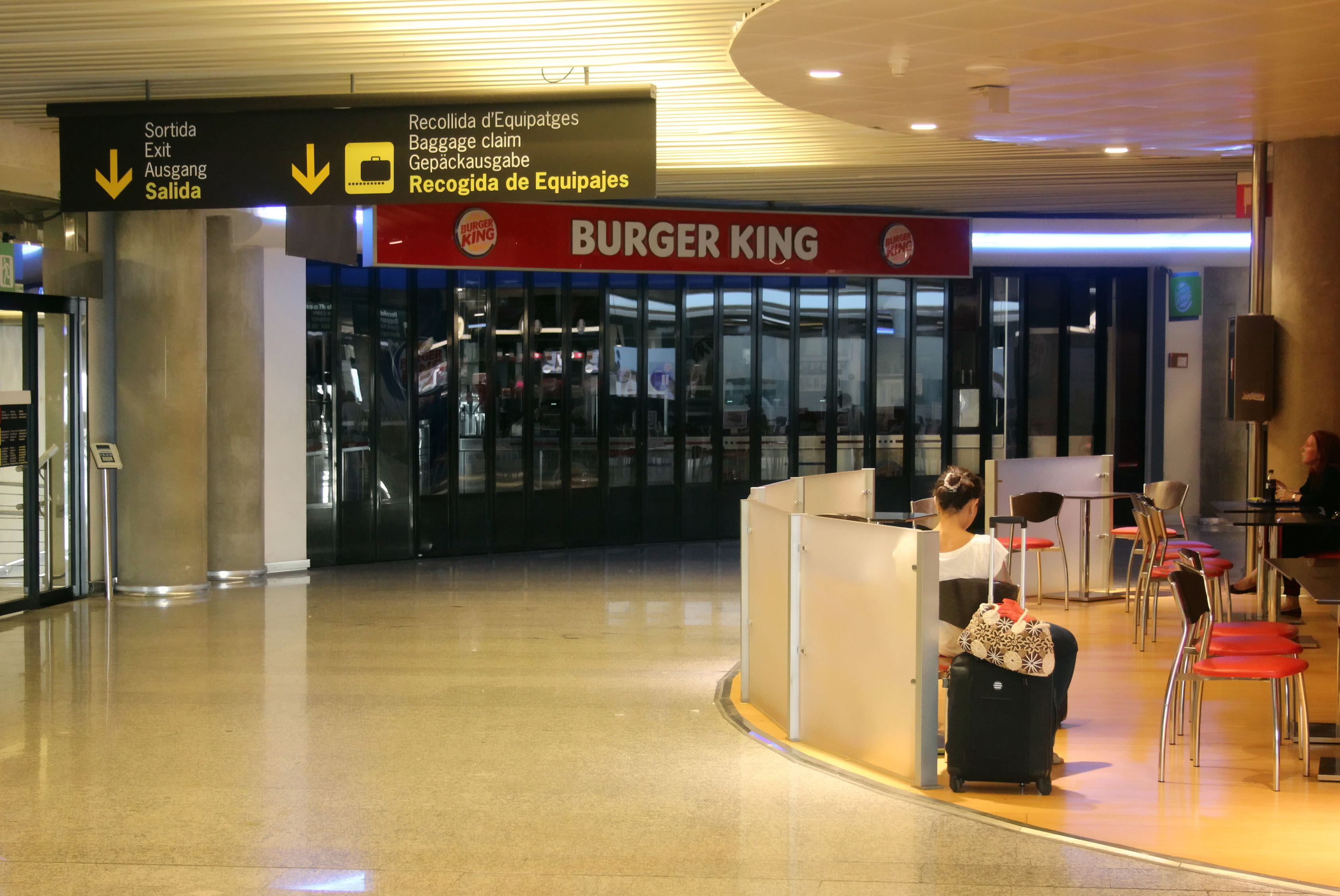